# Marek Głodek
Marek Głodek (ur. 1959) – polski duchowny baptystyczny, prezbiter, działacz społeczny, od 5 czerwca 2021 przewodniczący Rady Kościoła Chrześcijan Baptystów w RP.

## Życiorys

### Młodość
Wywodzi się z rodziny baptystycznej. W 1979 przyjął chrzest świadomy przez zanurzenie. Oprócz standardowej edukacji M. Głodek ukończył szkołę muzyczną I i II stopnia w zakresie gry na trąbce. Zainteresowania muzyczne młodego Marka przejawiały się w jego aktywności religijnej gdyż jako młody chłopak grywał w różnych przyzborowych służbach kościelnych. Był między innymi członkiem zespołu ewangelizacyjno-muzycznego „Grupa Mojego Brata” w latach 1979–1985. Zaś w latach 1981–1985 sprawował funkcję przewodniczącego komisji młodzieży przy Naczelnej Radzie Kościoła.

### Aktywność kaznodziejska
W 1984 ukończył Wyższe Baptystyczne Seminarium Teologiczne w Warszawie. Dwa lata po zakończeniu studiów zaczął sprawować urząd pastora w baptystycznym zborze w Ełku, któremu przewodniczył do 1994. W trakcie pełnienia urzędu pastora przez kilka kadencji wielokrotnie zasiadał w Radzie Kościoła (1991–1998, 2010–2013 oraz 2017–2021). Był także zaangażowanym członkiem Komisji Misji wewnętrznej przy Radzie Kościoła. Pastor Głodek odpowiedzialny jest za powstanie warszawskiego zboru „Wspólnota przymierza” nad którym sprawował opiekę od jego utworzenia w 1996 do 2001 roku. Następnie pełnił funkcję pastora warszawskiego zboru "Wspólnota Blisko Boga" (II Zbór KChB w Warszawie).

#### Działalność wśród Polonii
Następnie Głodek zaangażował się w misyjną działalność kaznodziejską. W latach 2001–2003 był duszpasterzem kręgów polonijnych w Chicago i Toronto. Po powrocie do kraju w 2003 założył „Fundację Współpracy Chrześcijańskiej” w której zarządzie zasiada do dzisiaj.

#### Duszpasterstwo w okresie 2003–2021
W latach 2007–2010 przewodniczył kościelnej służbie więziennej, będąc w tamtym czasie „krajowym duszpasterzem osadzonych”. W 2017 kiedy zasiadał w Radzie Kościoła zainicjował służbę liderów i pastorów, która miała być wsparciem w trudnych chwilach dla duchownych mierzących się z ciężarem pełnienia urzędu pastora.

### Wybór na przewodniczącego Rady Kościoła
Na 42. Krajowej Konferencji Kościoła (coroczny zjazd delegatów zborów baptystów z całej Polski) wybrano go na nowego Przewodniczącego Rady Kościoła w związku z zakończeniem drugiej już, czteroletniej kadencji dotychczasowego przewodniczącego Mateusza Wicharego. 5 czerwca, delegaci wybrali Marka Głodka na urząd Przewodniczącego Rady Kościoła. Wraz z przedstawicielami 9 okręgów Kościoła wybranymi przez Rady Okręgów tworzy on Radę Kościoła kadencji 2021–2025.

## Życie prywatne
Jest żonaty. Ma dwóch dorosłych synów.